# Lista jednostek Armii Unii ze stanu Kolorado

Flaga stanowa Kolorado

Stan Kolorado na mapie USA

Lista jednostek Armii Unii ze stanu Kolorado w czasie wojny secesyjnej 1861–1865.

## Piechota
- 1 Ochotniczy Pułk Piechoty Kolorado (1st Colorado Volunteer Infantry Regiment)
- 2 Ochotniczy Pułk Piechoty Kolorado (2nd Colorado Volunteer Infantry Regiment)
- 3 Ochotniczy Pułk Piechoty Kolorado (3rd Colorado Volunteer Infantry Regiment)
- Denver City Home Guard

## Kawaleria
- 1 Ochotniczy Pułk Kawalerii Kolorado (1st Colorado Volunteer Cavalry Regiment)
- 2 Ochotniczy Pułk Kawalerii Kolorado (2nd Colorado Volunteer Cavalry Regiment)
- 3 Ochotniczy Pułk Kawalerii Kolorado (3rd Colorado Volunteer Cavalry Regiment)

## Artyleria
- Samodzielna bateria Kolorado artylerii lekkiej McLain'a (McLain's Independent Battery Colorado Light Artillery)